# Howard Finster
Howard Finster (* 2. Dezember 1916 in Valley Head (Alabama); † 22. Oktober 2001 in Rome (Georgia)) war ein amerikanischer Künstler und Baptistenprediger aus Georgia.

## Leben
Finster wurde in Valley Head, Alabama, als Sohn von Samuel und Lula Finster geboren und lebte als eines von 13 Kindern auf der Familienfarm. Er besuchte die Schule vom sechsten Lebensjahr bis zur sechsten Klasse. Er sagte, er habe seine erste Vision im Alter von drei Jahren gehabt, als er seine kürzlich verstorbene Schwester Abbie Rose in einem weißen Kleid vom Himmel herabsteigen sah. Sie sagte zu ihm: „Howard, du wirst ein Mann mit Visionen sein.“
Er wurde im Alter von 13 Jahren bei einer Baptistenerweckung wiedergeboren und begann mit 16 zu predigen. Er hielt gelegentlich Predigten in örtlichen Kirchen und schrieb Artikel für die Stadtzeitung und wurde Vollzeitpastor in der Rock Bridge Baptist Church im Jahr 1940. Später diente er in der Mount Carmel Baptist Church in Fort Payne, Alabama, kurz bevor er sich hauptberuflich der Kunst widmete.
Finster begann Ende der 1940er Jahre mit dem Bau seines ersten Gartenparkmuseums in Trion, Georgia. Es zeigte eine Ausstellung über die Erfindungen der Menschheit, in der Finster plante, eines von allem zu zeigen, was jemals erfunden worden war, Modelle von Häusern und Kirchen, einen Taubenschwarm und einen Ententeich.
Als ihm 1961 das Land in Trion ausging, zog er nach Pennville, Georgia, in der Nähe von Summerville, und kaufte vier Morgen Land (1,6 ha), um darauf das Plant Farm Museum zu bauen, „um all die wunderbaren Dinge von Gottes Schöpfung zu zeigen , ein bisschen wie der Garten Eden.“ Es bietet Attraktionen wie das „Bibelhaus“, „das Spiegelhaus“, „den Radkappenturm“, „den Fahrradturm“, „das Maschinengewehrnest“ und das größte Bauwerk des Gartens, die fünfstöckige „Volkskunstkapelle“. Er fing auch an, Schilder mit Bibelversen darauf anzubringen, weil „er das Gefühl hatte, dass sie so besser in den Köpfen der Menschen hängen bleiben“.
Er zog sich 1965 vom Predigen zurück und konzentrierte sich seine ganze Zeit darauf, das Plant Farm Museum zu verbessern. 1976 hatte er eine weitere Vision, sakrale Kunst zu malen. Laut Finster „... arbeitete ich eines Tages an einem Flickjob an einem Fahrrad und rieb mit diesem Finger hier etwas weiße Farbe auf diesen Flicken, und ich schaute auf die runde Spitze meines Fingers, und da war ein menschliches Gesicht darauf ... dann überkam ein warmes Gefühl meinen Körper und eine Stimme sprach zu mir und sagte: ‚Male heilige Kunst.‘“
Sein vielfältiges Themenspektrum umfasst Ikonen der Popkultur wie Elvis Presley, historische Persönlichkeiten wie George Washington, Ronald Reagan, religiöse Bilder wie „The Devils Vice“ und „John the Baptist“, UFOs und Aliens, Krieg und Politik. Seine Gemälde sind farbenfroh und detailliert, sie verwenden flache Bildebenen ohne Perspektive und sind oft mit Worten bedeckt, insbesondere mit Bibelversen. Jedes Gemälde hat auch eine Nummer: Gott hatte ihn gebeten, 5000 Gemälde zu malen, um das Evangelium zu verbreiten, und Finster wollte den Überblick behalten.
Er beendete die 5000 ein paar Tage vor Weihnachten 1985, malte und nummerierte jedoch bis zu seinem Todestag weiter. 1989 zählte er bereits Zehntausende.
1975 erhielt er zum ersten Mal externe Werbung. In diesem Jahr veröffentlichte die in Atlanta ansässige WAGA eine Geschichte. Er erschien auch in einem Artikel des Esquire-Magazins, der zuerst sein Museum Paradise Garden nannte. Er hatte seinen ersten Ausstellungsauftritt 1976 und malte 1977 vier Gemälde für die Library of Congress. 1984 wurde er auch für die Biennale in Venedig ausgewählt. Mehrere von Finsters Werken sind im Smithsonian American Art Museum in Washington, D.C. ausgestellt. 
Finster erlangte nationale Berühmtheit nach seiner Zusammenarbeit mit der Rockband R.E.M. aus Athen, Georgia. Die Gruppe drehte das Video für die Debütsingle der Gruppe Radio Free Europe 1983 in Finsters Paradise Gardens. Im folgenden Jahr arbeiteten der Sänger der Band, Michael Stipe, und Finster an einem Gemälde für das Cover ihres zweiten Albums Reckoning zusammen. Danach machte die Band den Song Maps and Legends (in ihrem dritten Album Fables of the Reconstruction) als Hommage an Finster. Zusammen mit R.E.M. trat Finster auch in dem 1985 gedrehten Dokumentarfilm Athens, GA: Inside/Out auf, in dem er die Geschichte erzählt, wie er zum Künstler wurde. Finster (und seine Kunst) erscheint auch im Video der Band für Radio Free Europe.
Die Band Talking Heads gab 1985 ein Finster-Gemälde für Little Creatures in Auftrag, das anschließend vom Rolling Stone Magazine zum Albumcover des Jahres gewählt wurde. Andere Künstler, die Finster als Albumcover-Designer einsetzen, sind Memory Dean, Pierce Pettis und Adam Again. 1994 wurde ein Teil seines Paradiesgartens als Teil der ständigen Sammlung des High Museums in Atlanta installiert. Bill Mallonee von den Vigilantes of Love (ebenfalls ein Christ aus Athens, Georgia) schrieb 1994 ein Lied namens „The Glory and the Dream“, das von Finsters Kunstwerken inspiriert war.
Howard Finster war dafür verantwortlich, Millionen die Außenseiterkunst bekannt gemacht zu haben, aber trotz seines Ruhmes konzentrierte er sich weiterhin auf die religiöse Öffentlichkeitsarbeit. Über das Talking Heads-Album sagte er: „Ich glaube, auf dem ersten Cover, das ich für sie gemacht habe, sind sechsundzwanzig religiöse Verse. Sie haben in den ersten zweieinhalb Monaten nach der Veröffentlichung eine Million Platten verkauft, also sind das sechsundzwanzig Millionen Verse, mit denen ich in die Welt gegangen bin in zweieinhalb Monaten!“